# Sonatine, mélodie mortelle
Pour les articles homonymes, voir mélodie (homonymie).
Pour plus de détails, voir Fiche technique et Distribution.
Sonatine, mélodie mortelle (ソナチネ, Sonachine) est un film japonais écrit et réalisé par Takeshi Kitano, sorti en 1993. Ce film a fait connaitre Kitano au public occidental.

## Synopsis
Murakawa, est un yakuza au service de Kitakima, un oyabun de Tokyo. Il dispose de son propre territoire mais envisage de prendre sa retraite. Kitakima missionne Murakawa pour diriger une équipe de petits délinquants, envoyée en urgence sur Okinawa, afin de venir en aide au clan Nakamatsu en guerre contre Anan, un clan rival. Murakawa perd plusieurs hommes après un attentat à la bombe et une fusillade. Pour se protéger, il se réfugie avec quelques hommes dans une maison au bord de la mer, le temps que les choses se calment.
Sur la plage, les différences hiérarchiques s'estompent. Sous l'impulsion de Murakawa, les yakuza occupent leur journées en faisant du théâtre traditionnel, du sumo et en fabriquant des feux d'artifice artisanaux. Une nuit, sur la plage, Murakawa surprend un homme qui violente sa femme. Le mari insulte puis menace avec un couteau Murakawa, qui l'abat. Les jours suivants la femme retourne voir les yakuza pour jouer avec eux.
Les tentatives de trêve entre les deux clans échouent. Un tueur finit par abattre le chef du clan Nakamatsu, puis se rend sur la plage et tue un homme de Murakawa. Ce dernier découvre que son chef joue en réalité un double jeu, il est allié depuis le début au clan Anan et souhaite éliminer le clan Nakamatsu. Dans l'espoir de faire d'une pierre deux coups et d’accaparer aussi le territoire de Murakawa, il l'a envoyé s'allier avec le clan Nakamatsu. Après plusieurs échauffourées Murakawa se retrouve seul avec un jeune yakuza du clan Nakamatsu et le convainc de mener une vie honnête. Pour se venger, Murakawa se rend seul à un congrès organisé entre les différents clans yakuza et tue tous les membres présents, puis se suicide.

## Fiche technique
- Titre : Sonatine, mélodie mortelle
- Titre original : ソナチネ (Sonachine?)
- Réalisation : Takeshi Kitano
- Scénario : Takeshi Kitano
- Production : Masayuki Mori, Hisao Nabeshima, Takio Yoshida et Kazuyoshi Okuyama
- Sociétés de production : Bandai Visual, Shōchiku
- Musique : Joe Hisaishi
- Photographie : Katsumi Yanagishima (en)
- Montage : Takeshi Kitano
- Pays d'origine :  Japon
- Langue d'origine : japonais
- Format : couleur - 1,85:1 - Dolby - 35 mm
- Genres : comédie dramatique, yakuza eiga, thriller
- Durée : 94 minutes[1]
- Dates de sortie :
  - Japon : 5 juin 1993 (sortie nationale)[1]
  - France : 15 mai 1993 (festival de Cannes) - 3 mai 1995 (sortie nationale)[2]
- (fr) Mention CNC : interdit aux moins de 12 ans, art et essai (visa d'exploitation no 87738 délivré le 10 mai 1995)[3]

## Distribution
- Takeshi Kitano (VF : Michel Ruhl) : Aniki Murakawa
- Aya Kokumai (pl) : Miyuki
- Tetsu Watanabe (en) (VF : Marc Alfos) : Uechi
- Masanobu Katsumura (VF : Alexandre Gillet) : Ryoji
- Susumu Terajima (VF : Lionel Melet) : Ken
- Ren Ōsugi (VF : Michel Vigné) : Katagiri
- Tonbo Zushi : Kitajima
- Ken'ichi Yajima (en) (VF : Patrick Laplace) : Takahashi
- Eiji Minakata : le tueur à gages
- Kanta Yamazaki : un serveur

## Musique
La bande originale du film a été composée par Joe Hisaishi en 1993.

## Sortie et accueil
Lors de sa sortie initiale au Japon, Sonatine, mélodie mortelle rencontre un échec commercial. Toutefois, il reçoit des critiques élogieuses en Europe quand il est projeté pour la première fois au Festival de Cannes en 1993. Les raisons sont que Kitano n'était perçu que comme un comédien d'Owarai dans son pays natal et que le public n'était pas préparé, ni capable et à l'accepter comme crédible dans un personnage de gangster dans un film noir. Cependant, vu que Kitano n'était pas encore connu à l'étranger, le film a bénéficié de cette situation, notamment sur le marché européen.
Le producteur et éditeur reconnu Jean-Pierre Dionnet, cinéphile, raconta qu'une personne avait convaincu Alain Delon de visionner Sonatine en prétextant que Kitano était fan du Samouraï. Pris de court, Delon dit du jeu de Kitano : « C’est quoi ÇA ? […], ce n’est pas un acteur […], il possède seulement 3 expressions faciales et en plus, il ne parle pratiquement pas ». La réaction de l'acteur français est partagée par l'ensemble des professionnels autour de Dionnet, qui lui est frappé et intrigué devant ce nouveau genre de long-métrage. Dionnet prend contact avec Shōchiku, le distributeur japonais du film, afin d'acheter les droits d'exploitation de Sonatine, mais sa demande est rejetée. Insistant pendant plusieurs mois, Dionnet découvre que Shōchiku ne veut pas le sortir à l'étranger affirmant que le film est « trop japonais », qu’il ne sera pas accepté, ni compris par le public occidental.
Mais il apprendra que le distributeur ne voulait pas vendre les droits de Sonatine à l'étranger en raison de l'échec du film sur le territoire japonais. La Shōchiku cèdera devant un Dionnet expliquant que le public français ne connait pas la carrière de Kitano et qu’il accepterait plus facilement de le voir sous les traits d’un personnage violent. Dionnet acheta aussi les droits de Violent Cop, Jugatsu et Kids Return. En 1995, Sonatine est sélectionné au 13e Festival du film policier de Cognac, où il obtient le Prix de la Critique.
Sonatine sort le 3 mai 1995 en France et totalise 37 402 entrées, puis est distribué aux États-Unis le 10 avril 1998, où il récolte 58 834 $ (soit 13 000 entrées),.

## Distinctions

### Récompenses
- Prix de la meilleure musique lors des Awards of the Japanese Academy 1994.
- Prix de la meilleure actrice débutante (Aya Kokumai) lors des Japanese Professional Movie Awards 1994.
- Prix de la critique lors du Festival du film policier de Cognac 1995.

### Sélections
- Sélection « Un certain regard » du festival de Cannes 1993[9]